# クーラスクス
クーラスクス（学名：Koolasuchus）は、オーストラリアのヴィクトリア州に分布する下部白亜系アプチアン階から発見された、2021年時点の既知の範囲では分椎目に属する最後の両生類の属。化石は断片的であるが、シデロプスに近縁とされる。下顎の断片から全長は3 - 4メートルと推定されている。
当時のオーストラリア大陸は南極大陸と陸続きであり、爬虫類のワニ形上目が高緯度ゆえに当該地域へ進出しなかったことが、クーラスクスの生存を許したと考えられている。

## 歴史
クーラスクスの最初の化石は顎の後方の断片 NMV-PI56988 で、Strzelecki層群から1980年に収集された。1986年に Anne Warren と R. Jupp により最初に投稿済みの論文で言及された際には、この標本が白亜紀の化石で、当時知られていた他のどの分椎目の標本よりも遥かに新しい時代のものであったことから、同定はなされなかった。1991年には間椎体 NMV-PI86040 と単離した頭蓋天井（前頭骨・上側頭骨・頭頂骨）NMV-PI86101 を含む追加の標本が報告された。間椎体の産出によりStrzelecki層群に分椎目が存在したことが証明され、またウォーレンらにより頭蓋天井の形状からプラギオサウルス科あるいはブラキオプス上科に位置付けられた。
クーラスクスという属名は、ヴィクトリア州のStrzelecki層群Wonthaggi累層のアプチアン階から、1997年に命名された。化石は下顎・肋骨・腓骨・肩帯の一部の計4つの断片が知られている。顎の骨は1978年にサンレモ近郊の Punch Bowl として知られる化石産地で発見された。後者の標本は1989年に Rowell's Beach の近郊で発見された。また、部分的な頭骨も知られているが、2000年時点でクリーニングなどの作業が完全には完了していない。
属名は古生物学者のレズリー・クール（Lesley Kool）にちなむ一方、生息環境の気候が寒冷（cool）であったことも指している。タイプ種 K. cleelandi の種小名は地質学者マイク・クリーランド（Mike Cleeland）への献名である。

## 特徴

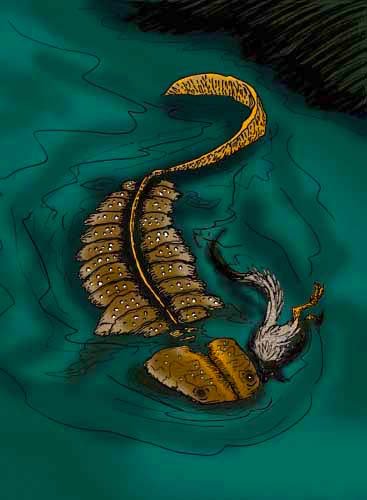
レエリナサウラを捕食するクーラスクスの復元図

クーラスクスは全長約3 - 4メートルと推定されている水棲の両生類で、体重は最大500キログラムと見積られている。標本は不完全であるものの、正中線上での頭骨長の推定値は65センチメートルとされる。他のキグチサウルス科と同様に、頭部は幅広く丸みを帯びており、頭骨の後側は板状をなして突出していた。
クーラスクスは、上角骨と前関節骨の間の縫合線により後関節窩の背側面から除外されている下顎関節の枝を持つ点で、シデロプスおよびハドロッコサウルス以外の分椎目から区別される。またその2属とは、冠顎骨に歯が生えていない点で区別される。クーラスクスの下顎には約40本の歯が並んでいた。これらの歯は内側にカーブを描いていて、また槍状の先端部には近位と遠位にキールが見られる。この特徴はシデロプスと共通するものであるが、キールに鋸歯を持たない点でシデロプスと異なる。

## 古生物学
クーラスクスは前期白亜紀においてオーストラリア南部の地溝に生息した。この時代の間に当該地域は南極圏下にあり、気温は中生代にしては比較的寒冷であった。化石が発見された場所の粗い岩に基づくと、クーラスクスは流速の大きい水域に生息していた可能性が高い。現生のワニに類似した大型の水棲捕食動物としての生態的地位を獲得していた。前期白亜紀は正鰐類やその仲間が繁栄していた時代であったが、1億2000万年前のオーストラリア南部から彼らの化石は発見されておらず、これはおそらく寒冷気候によるものである。1億1000万年前までに気温が上昇するとワニが当該地域に進出し、おそらくクーラスクスはワニとの生存競争に敗れたと考えられている。それ以降の時代の地層からクーラスクスの化石は産出していない。
なお、クーラスクスと同じく両生類である現生のオオサンショウウオは、日本の河川で越冬が可能である。サイエンスライターの土屋健は、同様の寒さに対する耐性がクーラスクスにあったのかもしれないと述べている。